# Dance Around the World
Dance Around the World is een nummer van de Nederlandse zanger Richenel uit 1987. Het is de eerste single van zijn debuutalbum A Year Has Many Days.
Met "Dance Around the World" als debuutsingle had Richenel al meteen een hit te pakken. In Nederland werd de single veel gedraaid op Radio 3 en werd een radiohit. De plaat bereikte de 9e positie in de Nederlandse Top 40 en de 10e positie in de Nationale Hitparade Top 100. In de Europese hitlijst op Radio 3, de TROS Europarade, werd de 35e positie bereikt.
In België bereikte de plaat de 7e positie in zowel de Vlaamse Ultratop 50 als de Vlaamse Radio 2 Top 30. 
Ook buiten het Nederlandse taalgebied werd de single een hit. In Italië werd de 4e positie bereikt en in Noorwegen de 10e.